# Hedypathes betulinus
Hedypathes betulinus là một loài bọ cánh cứng trong họ Cerambycidae.